# Otangarei
Otangarei  est une banlieue de la ville de Whangarei, située dans l’île du Nord de la Nouvelle-Zélande.

## Situation
Elle est localisée dans la région du Northland .

## Population
La population était de 1 758 habitants lors du recensement de 2013 en Nouvelle-Zélande, en diminution de 498 résidents par rapport à 2006 .

## Installations
Le Te Kotahitanga Marae o Otangarei est le marae local de la communauté.
C’est un terrain de rencontre pour l’hapu des Ngapuhi, et qui caractérise la maison commune de Te Puawaitanga Hou.

## Éducation
- Te Kura o Otangarei est une école mixte assurant tout le primaire, allant des années 1 à 8, avec un taux de taux de décile de 1 [5] et un effectif de 101 élèves en 2019.

L’école offre le choix entre des classes d’immersion complète en langue maorie, des classes bilingues ou des classes d’enseignement principal.
En 2018, il y avait aussi des classes d’éducation des adultes dans l’école de Te Reo Māori, de Tikanga Marae et de Waiata sur la base d’un enseignement hebdomadaire pour à la fois, les habitants de Otangarei et aussi la communauté, qui se réunit au niveau de Te Puawaitanga Marae et qui est assuré par Shaquille Shortland.

## Sport

### Rugby
Le City RFC est basé à Whangarei et joue les compétitions de la zone sud du Northland Rugby Union.
Les couleurs du club sont le bleu et le blanc en cercles.

### Ligue de rugby
City Knights (anciennement le Kensington Knights) sont basés dans le secteur d’Otangarei de la cité de Whangarei et joue la ligue de Whangarei City & Districts rugby.